# Кононенко, Алексей Андреевич
Алексей Андреевич Кононенко (1912—1944) — старший лейтенант Рабоче-крестьянской Красной армии, участник Великой Отечественной войны, Герой Советского Союза (1944).

## Биография
Алексей Кононенко родился в 1912 году в селе Каралат (ныне — Камызякский район Астраханской области). Получил начальное образование. В 1941 году Кононенко был призван на службу в Рабоче-крестьянскую Красную армию. Окончил курсы младших лейтенантов. С января 1942 года на фронтах Великой Отечественной войны. К апрелю 1944 года старший лейтенант Алексей Кононенко командовал ротой 362-го стрелкового полка 315-й стрелковой дивизии 2-й гвардейской армии 4-го Украинского фронта. Отличился во время освобождения Крыма.
9 апреля 1944 года Кононенко, находясь во главе штурмового отряда батальона в районе села Перекоп, поднял своих бойцов в атаку и захватил важную высоту, уничтожив 3 дзота и перерезав противнику путь к отступлению с хутора Щемиловка. В критический момент боя Кононенко с противотанковой гранатой бросился на САУ «Фердинанд», ценой своей жизни уничтожив её. Похоронен в братской могиле у Турецкого вала в Крыму.
Указом Президиума Верховного Совета СССР от 16 мая 1944 года старший лейтенант Алексей Кононенко посмертно был удостоен высокого звания Героя Советского Союза. Также был награждён орденами Ленина и Красной Звезды, медалью. 9 мая 2013 года открыта мемориальная доска в честь Героя Советского Союза Кононенко Алексея Андреевича на стене памяти в селе Каралат.